# Bisdom Tindari
Het Bisdom Tindari (Latijn: Diocesis Tyndaritanus) was een bisdom op Sicilië ten tijde van het Romeins en Byzantijns bestuur op het eiland. De zetel was in de havenstad Tindari, aan de noordkust van Sicilië. Het bisdom bestond van de late keizertijd (5e eeuw) tot de Aghlabiden het emiraat Sicilië oprichtten (9e eeuw).
Vanaf 1968 is het een titulair bisdom of aartsbisdom van de Roomse Kerk.

## Historiek

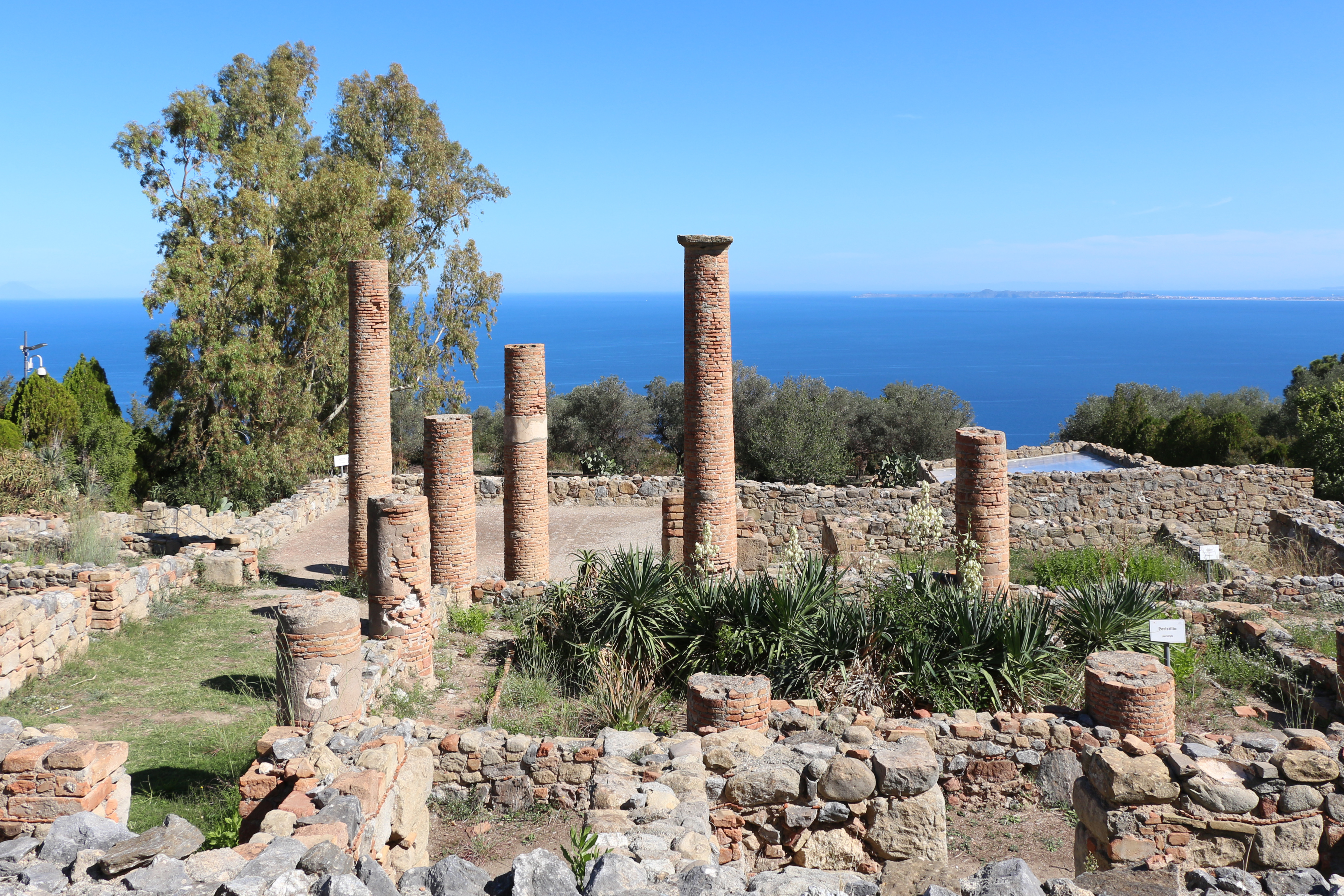
Archeologische site van de Romeinse stad Tyndaris, actueel Tindari

Voor de komst van het christendom werd in Tyndaris - de toenmalige naam voor Tindari - de god Mercurius vereerd. 
Vanaf de 5e eeuw was de stad een bisschopszetel. De cultus was Byzantijns. De bisschoppen vielen onder het gezag van de bisschop van Rome, doch werden feitelijk gecontroleerd door de keizer van het Oostromeinse/Byzantijnse Rijk.
Er zijn slechts bronnen bekend voor drie namen van bisschoppen. Zo was er Severinus die in 504 deelnam aan een concilie van paus Symmachus. Bisschop Euticius ontving in 594 een brief van paus Gregorius de Grote waarin deze Euticius feliciteerde omdat hij vele ongelovigen had gedoopt. Bisschop Theodorus bevond zich in 649 bij paus Martinus I in de Sint-Jan van Lateranen in Rome; er vond een synode plaats die het monotheletisme veroordeelde.
Ten gevolge van de Byzantijnse beeldenstrijd ontstond er een dispuut tussen keizer Leo III en paus Gregorius II. De keizer nam het kerkelijk gezag over de Siciliaanse bisschoppen weg bij de paus (circa 732). Het bisdom Tindari viel vervolgens onder het gezag van de patriarch van Constantinopel en nadien onder deze van het opgerichte metropolitane aartsbisdom Syracuse, dat Grieksgezind was.
Tijdens het bewind van de emirs van Sicilië hield het bisdom Tindari op te bestaan.
Eind 11e eeuw veroverden de Normandiërs Sicilië, en ook de stad Tindari, op de Arabieren. De Normandiërs zagen niets in de herinstallatie van het bisdom Tindari. Ze voerden weliswaar de Roomse cultus in doch deze was ondergeschikt aan de bisschop van Patti.

## Titulair bisdom

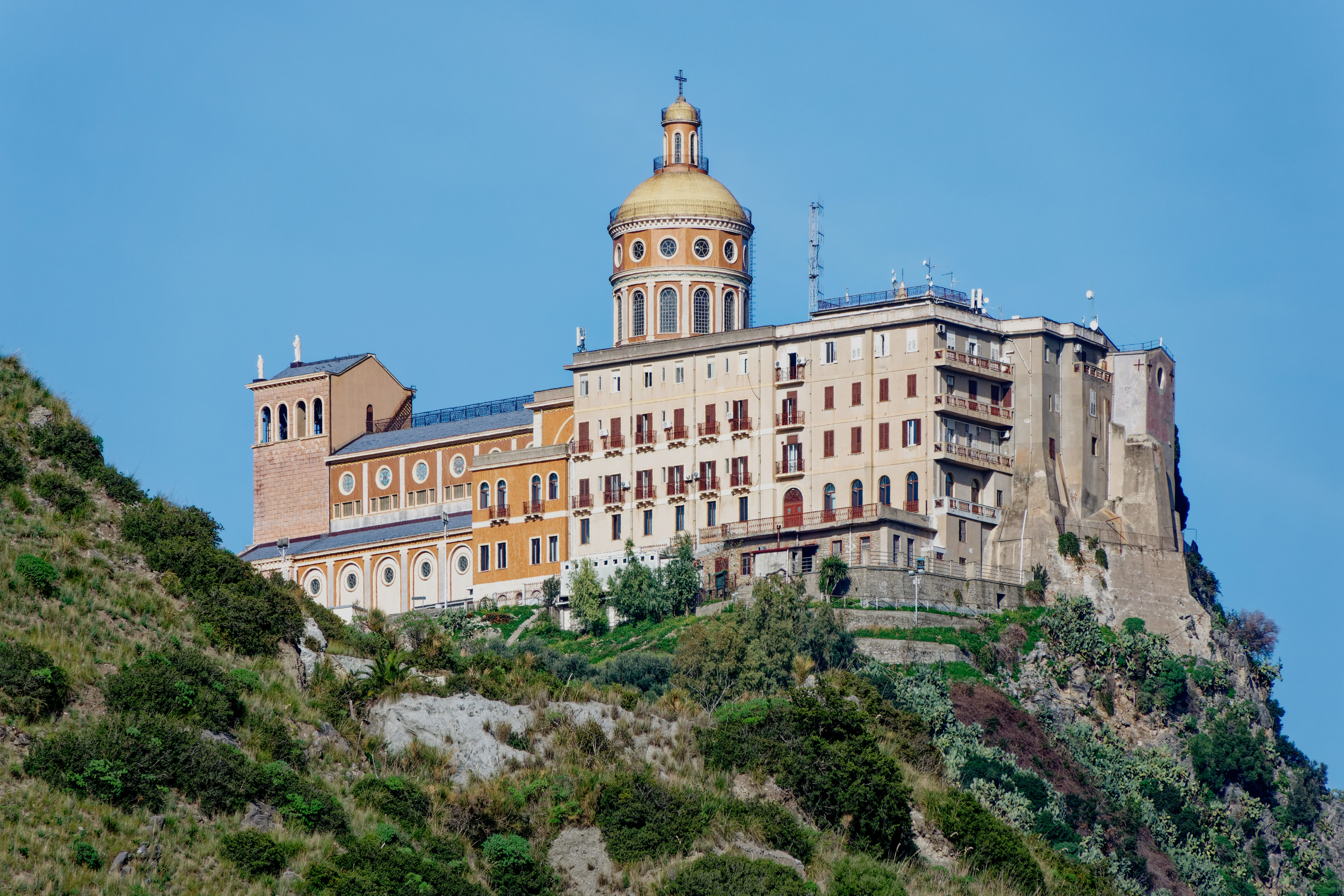
Basiliek van de Zwarte Madonna in Tindari

Paus Paulus VI richtte in 1968 het bisdom Tindari opnieuw op als een eretitel voor verdienstelijke prelaten. De hoofdkerk van Tindari is de basiliek van de Zwarte Madonna, ook primitieve kathedraal van Tindari genoemd. 
Zo waren de volgende prelaten in titel (aarts)bisschop van Tindari:
- Raymond Philip Etteldorf (1968-1986), pro hac vice titulair aartsbisschop van Tindari. Hij werkte voor de Romeinse Curie.
- Paolo Giglio (1986-2016), pro hac vice titulair aartsbisschop van Tindari. Hij was Maltees en werkte in diplomatieke dienst van de paus.
- Luiz Antônio Lopes Ricci (2017-2020). Hij was titulair bisschop van Tindari alvorens hij bisschop van Nova Friburgo in Brazilië werd.
- Dorival Souza Barreto Júnior (2020 - ). Hij is in titel bisschop van Tindari in zijn functie van hulpbisschop van het aartsbisdom São Salvador da Bahia in Brazilië.